# Stachys rothrockii
Stachys rothrockii är en kransblommig växtart som beskrevs av Asa Gray. Stachys rothrockii ingår i släktet syskor, och familjen kransblommiga växter. Inga underarter finns listade i Catalogue of Life.